# 魯奧科拉赫蒂
魯奧科拉赫蒂（芬蘭語：Ruokolahti）是芬蘭南卡累利阿區的市鎮，位於該國東南部，始建於1868年，面積1,220平方公里，2013年人口5,587，人口密度為每平方公里5.92人。

## 图集

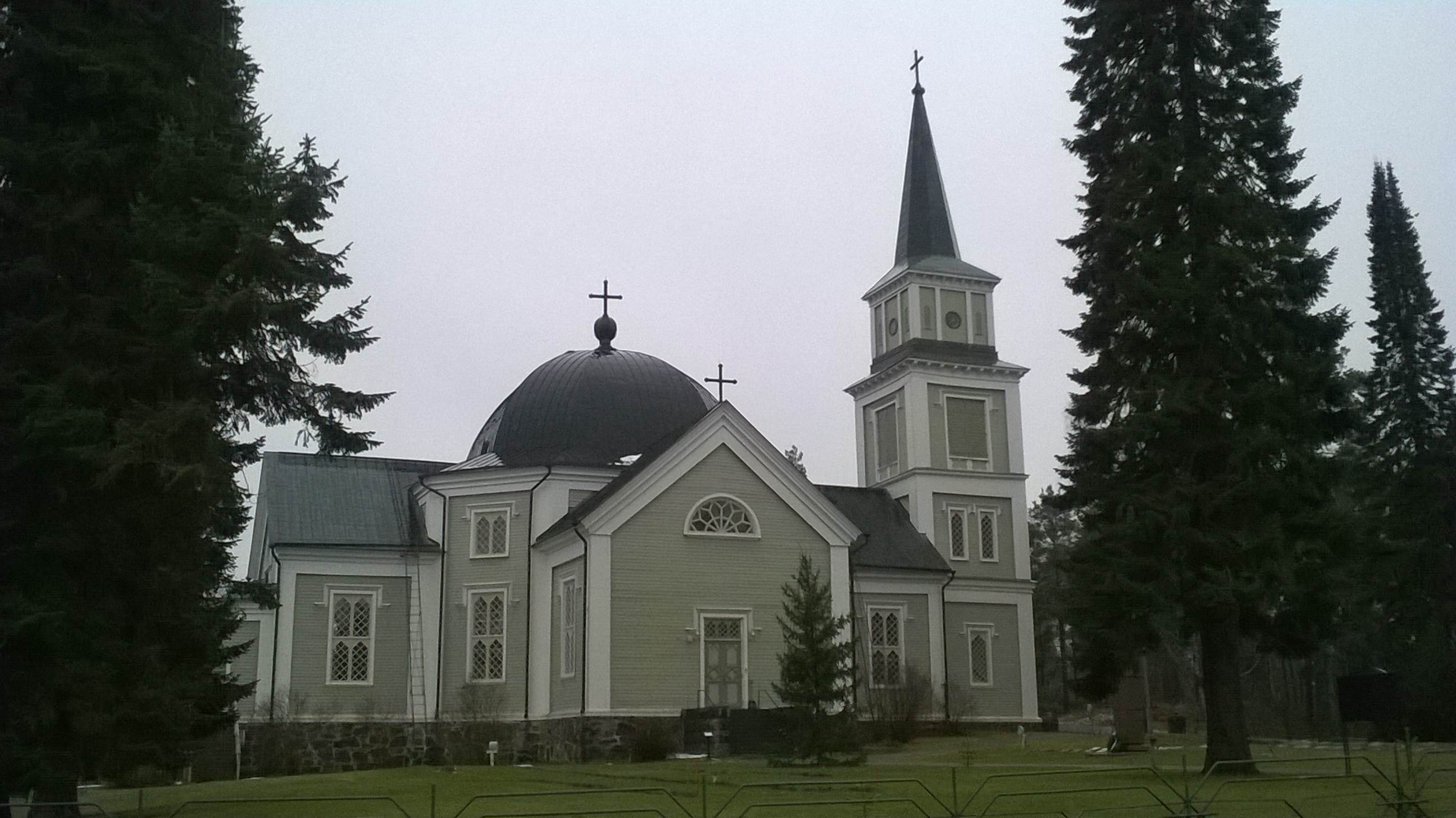
魯奧科拉赫蒂教堂外观
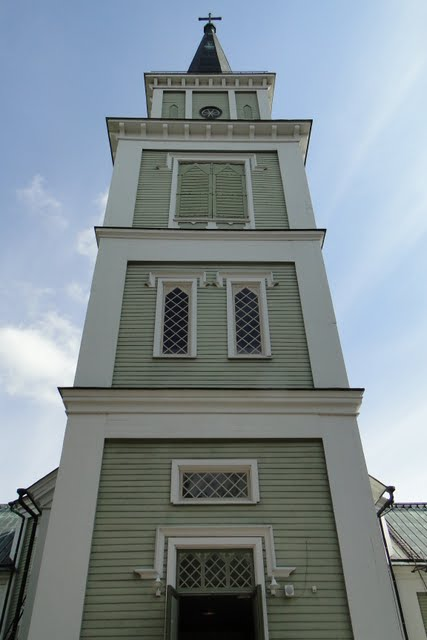
教堂钟楼
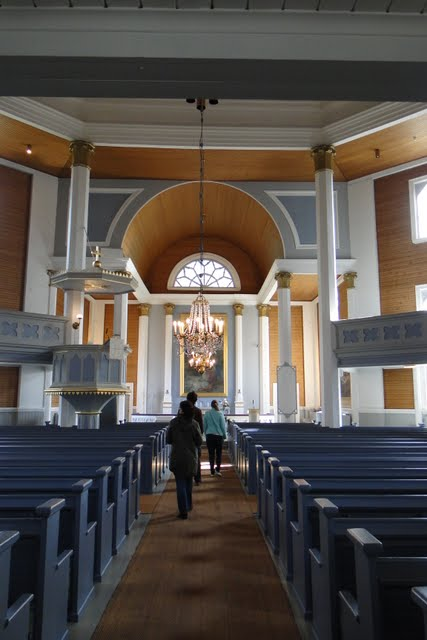
教堂内部
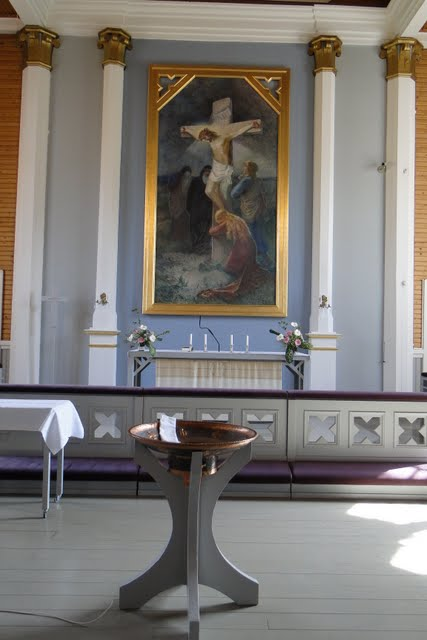
祭坛
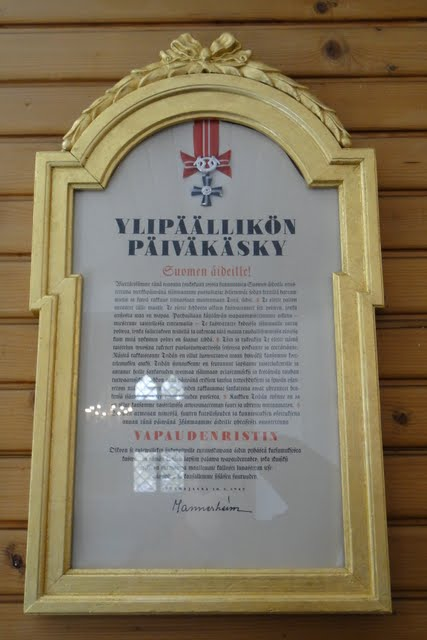
教堂内部

## 外部連結
- 魯奧科拉赫蒂市镇官方网站 （页面存档备份，存于） （文） （英文） （德文） （俄文）